# Ruine Kerkberg

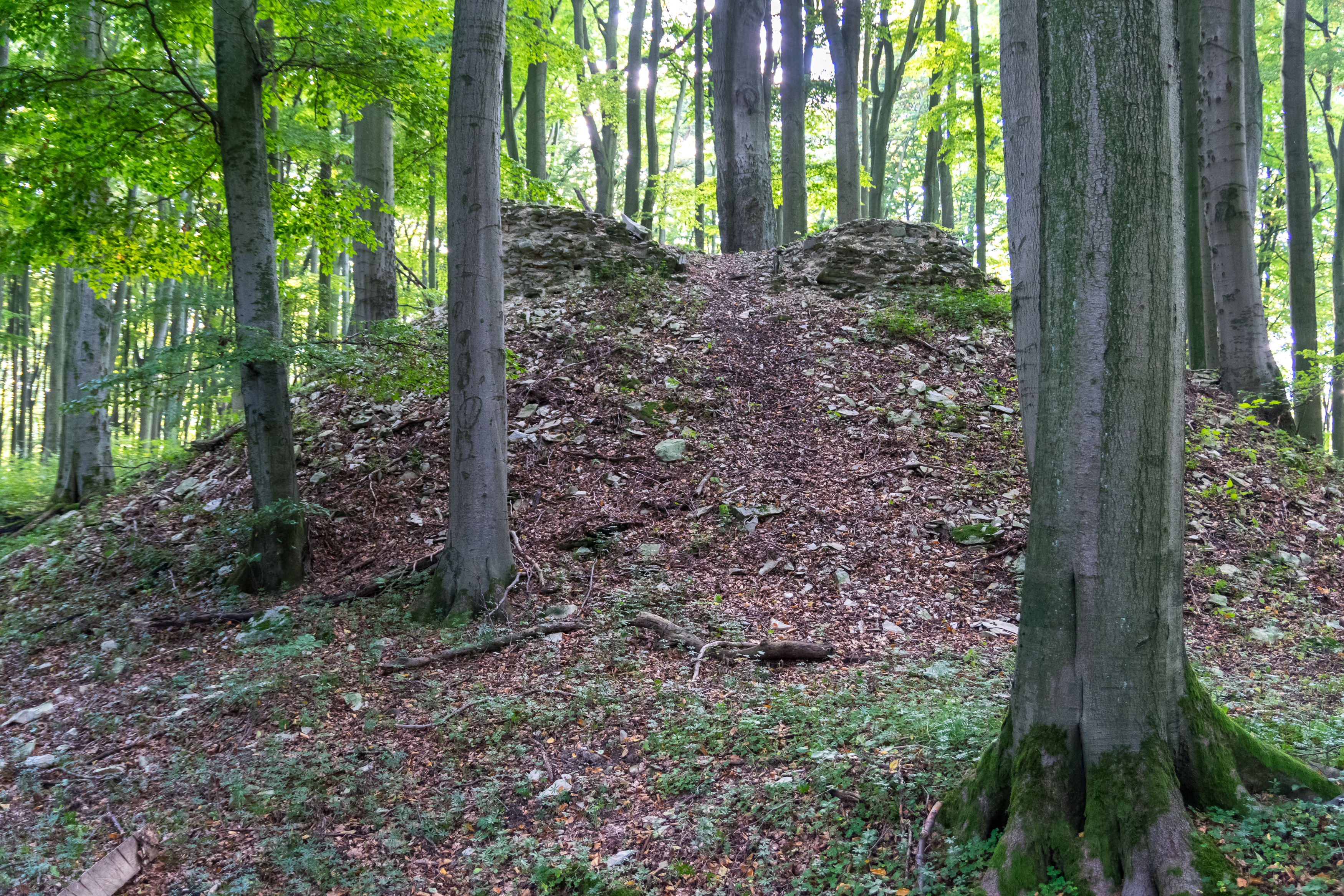
Ruine Kerkberg, Oktober 2015

Die Ruine der ehemaligen Kirche Kerkberg und ihrem Friedhof liegt wenige Kilometer entfernt der Siedlung Altenböddeken, im Staatsforst Altenböddeken nahe der Meinolfuskapelle, auf dem Stadtgebiet der Stadt Büren im nordrhein-westfälischen Kreis Paderborn. Das Gebiet ist von der Bezirksregierung Detmold als Bodendenkmal ausgewiesen.

## Geschichte
Die christliche Kirche am Kerkberg wurde wahrscheinlich im 12. Jahrhundert oder der ersten Hälfte des 13. Jahrhunderts errichtet. Infolge der Siedlungsänderungen wurden die Siedlung sowie die Kirche aufgegeben. Das Bauwerk wurde im Jahre 1409 von den Augustiner-Chorherren des in der Nähe liegenden Klosters Böddeken hergerichtet und für zwölf Monate als Notkirche genutzt. Eine weitere Nutzung fand die Kirche um das Jahr 1480 als Steinbruch zum Ausbau des Klosters Böddeken.